# Palinurus (geslacht)
Palinurus is een geslacht van tienpotigen uit de familie van de Palinuridae.

## Soorten
- Palinurus barbarae Groeneveld, Griffiths & van Dalsen, 2006
- Palinurus charlestoni Forest & Postel, 1964
- Palinurus delagoae Barnard, 1926
- Palinurus elephas (Fabricius, 1787)
- Palinurus gilchristi Stebbing, 1900
- Palinurus mauritanicus Gruvel, 1911

Niet geaccepteerde naam:
- Palinurus vulgaris (langoest), → Palinurus mauritanicus

### Uitgestorven
- † Palinurus palaciosi Vega et al., 2006
- † Palinurus regleyanus Desmarest, 1822